# Бронная улица (Зеленогорск)

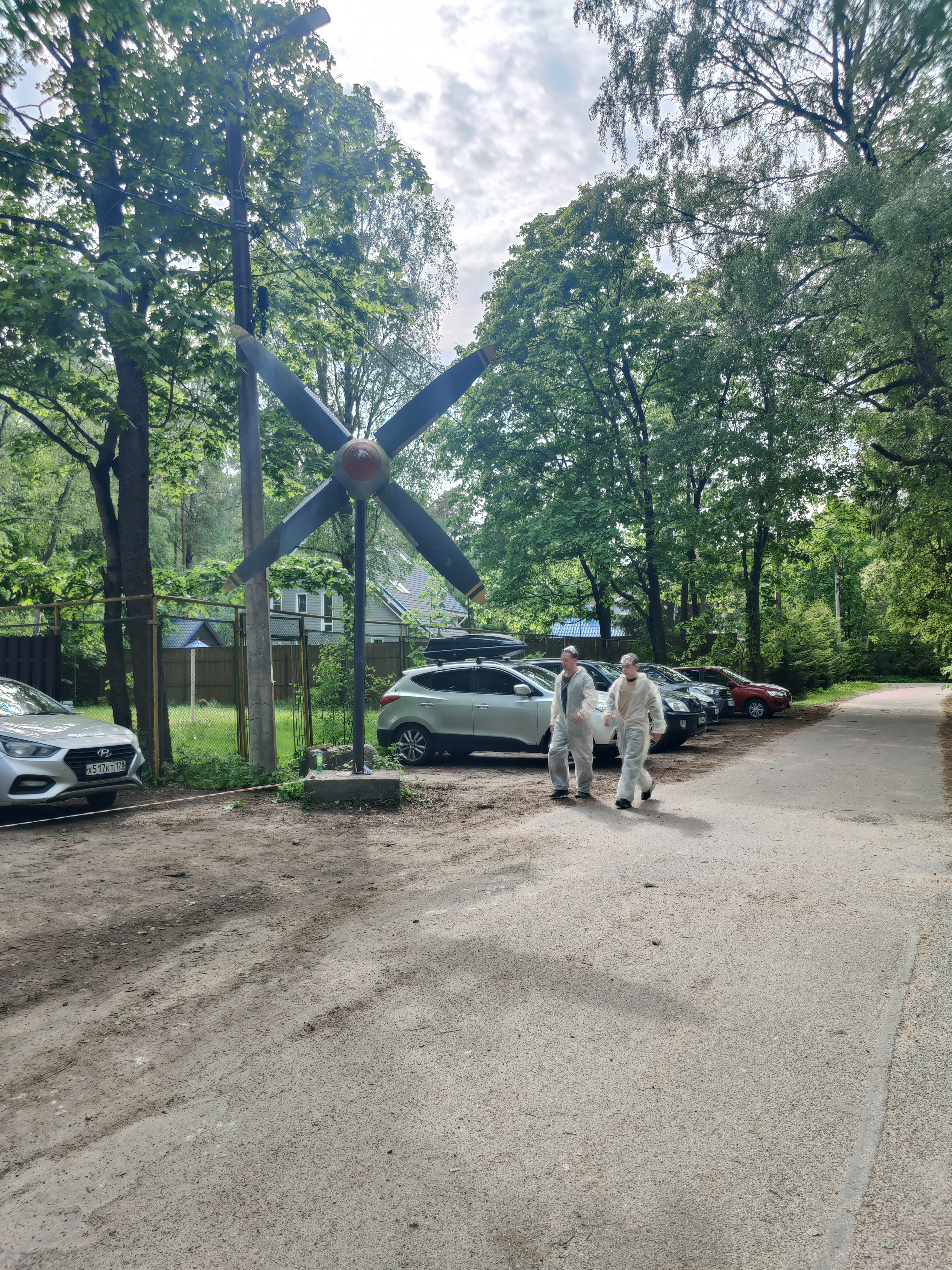

Бро́нная у́лица — улица в городе Зеленогорске Курортного района Санкт-Петербурга. Проходит от Приморского шоссе до Пограничной улицы. Далее продолжается как Десантная улица.
С 1920-х годах улица носила название Marjankatu. Тогда в неё входила современная Десантная улица. После войны[когда?]

 улицу разделили на две — Десантную и Бронную. Оба названия отражают военную тематику (помимо перечисленных, есть также Экипажная улица).

## Перекрёстки
- Приморское шоссе
- Пограничная улица / Десантная улица